# هاريس ريان
هاريس جيه. ريان  (بالإنجليزية: Harris J. Ryan)‏ (مواليد 8 يناير 1866 - الوفاة 3 يوليو 1934) الأميركي، كان مهندس كهربائي وأستاذ أول في جامعة كورنيل وبعد ذلك في جامعة ستانفورد. عرف ريان بإسهاماته الكبيرة في نقل طاقة الجهد العالي، وحصل على وسام إديسون. انتخب ريان في الأكاديمية الوطنية للعلوم عام 1920، وشغل منصب رئيس المعهد الأمريكي لمهندسين الكهرباء خلال الفترة 1923-1924. كذلك كان بروفسور عضوا في سيجما كاي، فاي كابا بسي، والجمعية الأدبية ايرفينغ.